# Głębokie
Głębokie [pronunciación en polaco: /ɡwɛmˈbɔkʲɛ/] (en alemán: Glembach) es un pueblo en el distrito administrativo de Gmina Międzyrzecz, dentro del Distrito de Międzyrzecz, Voivodato de Lubusz, en Polonia occidental. Se encuentra aproximadamente 6 kilómetros al noroeste de Międzyrzecz, 34 kilómetros al sudeste de Gorzów Wielkopolski, y 61 kilómetros al norte de Zielona Góra.
El pueblo tiene una población de 8 habitantes.